# 甲型冠狀病毒屬
甲型冠狀病毒屬（學名：Alphacoronavirus、α-CoV）是冠狀病毒亞科的四個屬之一，為具有包膜的正鏈RNA病毒。冠狀病毒中，本屬與乙型冠狀病毒屬只會感染哺乳動物，此兩屬的許多病毒在自然界以蝙蝠為宿主，兩屬病毒的共祖應該皆為感染蝙蝠的病毒。
甲型冠狀病毒屬的許多病毒會造成嚴重的家畜疾病，如感染豬的猪传染性胃肠炎病毒（TGEV）、猪流行性腹泻病毒（PEDV）與猪急性腹泻综合征冠状病毒（SADS-CoV），以及感染狗、貓與豬的甲型冠狀病毒一型（Alphacoronavirus 1），也有部分病毒可造成人類的感冒，如人類冠狀病毒NL63（HCoV-NL63）與人類冠狀病毒229E（HCoV-229E）。

## 分類
甲型冠狀病毒屬可分為若干的亞屬：
- Colacovirus
  - 蝙蝠冠狀病毒CDPHE15（Bat coronavirus CDPHE15）
- Decacovirus
  - 蝙蝠冠狀病毒HKU10（Bat coronavirus HKU10）
  - 馬鐵菊頭蝠甲型冠狀病毒湖北2013（Rhinolophus ferrumequinum alphacoronavirus HuB-2013）
- Duvinacovirus
  - 人類冠狀病毒229E（Human coronavirus 229E）
- Luchacovirus
  - 鹿城褐家鼠冠状病毒（Lucheng Rn rat coronavirus）
- Minacovirus
  - 雪貂冠狀病毒（Ferret coronavirus）
  - 水鼬冠狀病毒（Mink coronavirus）
- Minunacovirus
  - 長翼蝠冠状病毒1型（Miniopterus bat coronavirus 1）
  - 長翼蝠冠狀病毒HKU8（Miniopterus bat coronavirus HKU8）
- Myotacovirus
  - 大足鼠耳蝠冠狀病毒山西2011（Myotis ricketti alphacoronavirus Sax-2011）
- Nyctacovirus
  - 絨山蝠甲型冠狀病毒四川2013（Nyctalus velutinus alphacoronavirus SC-2013）
- Pedacovirus
  - 猪流行性腹泻病毒（Porcine epidemic diarrhea virus）
  - 高頭蝠冠狀病毒512（Scotophilus bat coronavirus 512）
- Rhinacovirus
  - 菊頭蝠冠狀病毒HKU2（Rhinolophus bat coronavirus HKU2）
  - 猪急性腹泻综合征冠状病毒（SADS-CoV）
- Setracovirus
  - 人類冠狀病毒NL63（Human coronavirus NL63）
  - NL63样蝙蝠冠状病毒
- Tegacovirus
  - 甲型冠狀病毒一型（Alphacoronavirus 1）
    - 貓冠狀病毒（Feline coronavirus）
    - 犬冠状病毒（Canine coronavirus）
    - 猪传染性胃肠炎病毒（Transmissible gastroenteritis virus）
- 文成鼩鼱病毒（Wencheng shrew virus）